# Скуратовський Михайло Васильович
Михайло Васильович Скуратовський (25 лютого 1953, Київ) — український дипломат. Надзвичайний та Повноважний Посол України.

## Біографія
Народився 25 лютого 1953 року в Києві. Закінчив Київський державний університет ім. Т. Г. Шевченка (1975), перекладач-референт, викладач англійської та французької мов.
1975—1976 — перекладач Київського зонального науково-дослідного і проектного інституту типового і експрементального проектування житлових та громадських будинків.
1976—1979 — старший лаборант, завідувач фонолабораторії, викладач англійської та французької мов Київського педагогічного інституту ім. М.Горького.
1979—1982 — військовий перекладач у Республіці Замбія.
1982—1991 — старший лаборант, завідувач фонолабораторії, викладач англійської та французької мов Київського педагогічного інституту ім. М.Горького.
1991—1993 — старший редактор, режисер постановник Укрконцерту в Києві.
1993—1999 — старший консультант, завідувач відділу офіційного листування і перекладів Управління протоколу Адміністрації Президента України.
12.1999 — 11.2000 — радник Постійного Представництва України при відділенні ООН та інших Міжнародних організаціях у Женеві.
11.2000 — 01.2004 — Постійний Представник України при відділенні ООН та інших Міжнародних організаціях у Женеві.
02.2004 — 08.2006 — Надзвичайний та Повноважний Посол України в Південній Африці
06.2004 — 08.2006 — Надзвичайний та Повноважний Посол України в Намібії за сумісництвом
10.2004 — 08.2006 — Надзвичайний та Повноважний Посол України в Зімбабве за сумісництвом
11.2004 — 08.2006 — Надзвичайний та Повноважний Посол України в Мадагаскарі за сумісництвом
11.2004 — 02.06.2006 — Надзвичайний та Повноважний Посол України в Мозамбіці за сумісництвом
12.2004 — 08.2006 — Надзвичайний та Повноважний Посол України в Ботсвані за сумісництвом
12.2004 — 08.2006 — Надзвичайний та Повноважний Посол України в Замбії за сумісництвом
2006—2010 — директор Департаменту Міністерства закордонних справ України.
З 22.07.2010 — 17.05.2014 Надзвичайний і Повноважний Посол України в Королівстві Данія.
06.2014 — Вихід на пенсію. Член Ревізійної комісії Української асоціації зовнішньої політики.
10.2018 — Вихід з друку детективної повісті "Операция «Сафари», видавництво «Саміт-книга».
2021 - вихід з друку книги "Ліворуч від президента. Записки перекладача". Парламентське видавництво, Київ.
2023 - вихід з друку детективної повісті "В канун Рождества, или предпраздничные хлопоты разведки", видавництво Саміт-книга", Київ.